# Balantič
Balantič je priimek na Slovenskem:

## Znani nosilci
- Ana Balantič (*1946), pesnica, pisateljica; klekljarica
- France Balantič (1921-1943), pesnik
- Janko Balantič Resman (1908-1993), fotograf, filmski snemalec
- Polona Balantič, kulturna novinarka (TV) in publicistka
- Zvonko Balantič (*1960), organizator, univ. prof.